# Syzygium kunstleri
Syzygium kunstleri là một loài thực vật có hoa trong Họ Đào kim nương. Loài này được (King) Bahadur & R.C.Gaur miêu tả khoa học đầu tiên năm 1978.